# Radiomyces embreei
Radiomyces embreei är en svampart som beskrevs av R.K. Benj. 1960. Radiomyces embreei ingår i släktet Radiomyces och familjen Radiomycetaceae.   Inga underarter finns listade i Catalogue of Life.